# Angel (cântec de Depeche Mode)
Angel este o piesă a formației britanice Depeche Mode. Piesa a apărut pe albumul Delta Machine, în 2013.